# Hibbertia heterotricha
Hibbertia heterotricha är en tvåhjärtbladig växtart som beskrevs av Louis Édouard Bureau och André Guillaumin. Hibbertia heterotricha ingår i släktet Hibbertia och familjen Dilleniaceae. Inga underarter finns listade i Catalogue of Life.